# Marc Dugain
Marc Dugain (Dakar, 5 maggio 1957) è uno scrittore, regista e sceneggiatore francese.

## Biografia
Il suo romanzo d'esordio, La stanza degli ufficiali (1998), ha vinto il Prix des libraires, il Prix des Deux Magots ed il Prix Roger-Nimier. Ha anche realizzato alcuni film da regista e sceneggiatore, talvolta tratti dalle sue opere.

## Opere
- (FR) La Chambre des officiers, Parigi, JC Lattès, 1998, ISBN 978-2-7096-1903-5.
  -  La stanza degli ufficiali, traduzione di Serena Marrocco, Roma, Vertigo, 2008, ISBN 9788862060080.
- (FR) La Malédiction d'Edgar, Parigi, Gallimard, 2005, ISBN 978-2-0703-3967-9.
  -  La maledizione di Edgar, traduzione di Maurizio Ferrara, Firenze, Passigli, 2007, ISBN 8836810756.
- (FR) Une exécution ordinaire, Parigi, Gallimard, 2007, ISBN 978-2-0707-7652-8.
  -  Un'esecuzione ordinaria, traduzione di Fabrizio Ascari, Milano, Bompiani, 2008, ISBN 8845260429.
- (FR) L'Insomnie des étoiles, Parigi, Gallimard, 2010, ISBN 978-2-0701-1999-8.
  -  L'insonnia delle stelle, traduzione di Silvia Fornasiero, Milano, Tropea, 2011, ISBN 8855801848.
- (FR) Avenue des Géants, Parigi, Gallimard, 2012, ISBN 978-2-0701-3235-5.
  -  Viale dei Giganti, traduzione di Chiara Manfrinato, Milano, ISBN, 2013, ISBN 8876384634.
- (FR) L'Homme nu. La dictature invisible du numérique, Parigi, Plon, 2016, ISBN 978-2-2592-2779-7.
  -  L'uomo nudo. La dittatura invisibile del digitale, traduzione di Elena Faroni, Milano, Enrico Damiani, 2016, ISBN 8899438056.

## Filmografia

### Regista e sceneggiatore
- Une exécution ordinaire (2010)
- La Bonté des femmes – film TV (2011)
- La Malédiction d'Edgar – film TV (2013)
- Lo scambio di principesse (L'Échange des princesses) (2017)
- Eugénie Grandet (2021)

### Altri film tratti dalle sue opere
- La Chambre des officiers, regia di François Dupeyron (2001)